# Guillermo Pérez Moreno
Guillermo Pérez Moreno, anche noto come Guille o Guille Pérez (Murcia, 11 gennaio 1987), è un calciatore spagnolo, centrocampista svincolato.

## Carriera

### Club

#### Inizi
Nato a Murcia, cresce nelle giovanili del Valencia, rimanendovi fino al 2005, passando poi al Valencia Mestalla, la squadra filiale, rimanendovi fino al 2007. In seguito passa al Deportivo B, rimanendovi fino al 2009 e allo Sporting Gijón B, nel quale resta fino al gennaio 2011.

#### Albacete e ritorno allo Sporting Gijon
A metà della stagione 2011-2012 passa in prestito all'Albacete, in Segunda División. Esordisce il 28 gennaio 2011 nella sconfitta per 2-0 in trasferta in campionato contro l'Alcorcón. Ottiene un totale di 3 presenze prima di ritornare allo Sporting Gijón B per la stagione successiva.

#### Veria
Nell'estate 2012 va via dal suo Paese, trasferendosi in Grecia, al GAS Veria, squadra di massima serie. Debutta il 26 agosto nella sconfitta interna per 2-1 contro l'Olympiacos in campionato. Il 20 dicembre segna la sua prima rete, nel ritorno del 3º turno di Coppa di Grecia sul campo del Thrasyvoulos, quella dell'1-0 nella vittoria per 2-0. Il 3 febbraio 2013 arrivano invece le prime reti in campionato, realizza infatti una doppietta nel 2-0 in casa sul Panthrakikos. Dopo aver collezionato 29 apparizioni e 3 gol alla prima stagione, nella seconda gioca soltanto una gara, a causa di una rottura del legamento crociato.

#### Panthrakikos
Nel luglio 2014 va a giocare al Panthrakikos, sempre in Souper Ligka Ellada. Gioca la prima partita il 23 agosto, perdendo 2-1 sul campo del Kerkyra in campionato. Termina anzitempo la stagione, andando via a gennaio dopo aver giocato 12 partite.

#### Lamia
A gennaio 2015 scende di categoria, trasferendosi al Lamia, squadra di seconda divisione. Il 23 gennaio esordisce in campionato nella sconfitta per 3-1 in trasferta contro l'Agrotikos Asteras. Chiude la mezza stagione con 12 presenze.

#### Borgosesia
Dopo aver chiuso l'esperienza al Lamia, si accorda con l'Arīs Salonicco, ma il passaggio non si concretizza per le condizioni economiche del club, che lo portano al fallimento. Rimane allora inattivo per una stagione e a luglio 2016 passa in Italia, firmando con i piemontesi del Borgosesia, squadra di Serie D. Debutta l'11 settembre nella vittoria esterna di campionato per 2-1 sul campo del Bra. Il 27 novembre realizza i primi gol, segnando una doppietta nel 4-1 casalingo sul Verbania in Serie D. Termina con 29 apparizioni e 4 reti.

#### Gozzano e Lecco
Nell'estate 2017 si trasferisce al Gozzano, di cui diventa titolare fisso, dando un contributo decisivo alla vittoria del girone A di Serie D, che vale alla piccola squadra piemontese la prima promozione in Serie C della propria storia. A stagione conclusa, insieme al tecnico Marco Gaburro e ad alcuni compagni, sceglie di rimanere nel campionato dilettantistico passando al Lecco.

#### Legnano
Nel 2019 si trasferisce al Legnano, con cui disputa il campionato di Serie D 2019-2020.

## Statistiche

### Presenze e reti nei club
Statistiche aggiornate al 12 giugno 2018.
| Stagione                | Squadra                 | Campionato              | Campionato | Campionato | Coppe nazionali | Coppe nazionali | Coppe nazionali | Coppe continentali | Coppe continentali | Coppe continentali | Altre coppe | Altre coppe | Altre coppe | Totale | Totale | Totale |
| Stagione                | Squadra                 | Comp                    | Pres       | Reti       | Comp            | Pres            | Reti            | Comp               | Pres               | Reti               | Comp        | Pres        | Reti        | Pres   | Reti   |        |
| ----------------------- | ----------------------- | ----------------------- | ---------- | ---------- | --------------- | --------------- | --------------- | ------------------ | ------------------ | ------------------ | ----------- | ----------- | ----------- | ------ | ------ | ------ |
| 2007-2009               | Deportivo B             | SDB                     | 43         | 4          | -               | -               | -               | -                  | -                  | -                  | -           | -           | -           | 43     | 4      |        |
| Totale Deportivo B      | Totale Deportivo B      | Totale Deportivo B      | 43         | 4          | -               | -               | -               | -                  | -                  | -                  | -           | -           | -           | 43     | 4      |        |
| 2009-2010               | Sporting Gijón B        | SDB                     | 25         | 3          | -               | -               | -               | -                  | -                  | -                  | -           | -           | -           | 25     | 3      |        |
| 2010-gen. 2011          | Sporting Gijón B        | SDB                     | 17         | 2          | -               | -               | -               | -                  | -                  | -                  | -           | -           | -           | 17     | 2      |        |
| gen.-giu. 2011          | Albacete                | SD                      | 3          | 0          | -               | -               | -               | -                  | -                  | -                  | -           | -           | -           | 3      | 0      |        |
| 2011-2012               | Sporting Gijón B        | SDB                     | 17         | 4          | -               | -               | -               | -                  | -                  | -                  | -           | -           | -           | 17     | 4      |        |
| Totale Sporting Gijon B | Totale Sporting Gijon B | Totale Sporting Gijon B | 59         | 9          | -               | -               | -               | -                  | -                  | -                  | -           | -           | -           | 59     | 9      |        |
| 2012-2013               | GAS Veria               | SLE                     | 23         | 2          | KE              | 6               | 1               | -                  | -                  | -                  | -           | -           | -           | 29     | 3      |        |
| 2013-2014               | GAS Veria               | SLE                     | 1          | 0          | KE              | 0               | 0               | -                  | -                  | -                  | -           | -           | -           | 1      | 0      |        |
| Totale Veria            | Totale Veria            | Totale Veria            | 24         | 2          | -               | 6               | 1               | -                  | -                  | -                  | -           | -           | -           | 30     | 3      |        |
| 2014-gen. 2015          | Panthrakikos            | SLE                     | 10         | 0          | KE              | 2               | 0               | -                  | -                  | -                  | -           | -           | -           | 12     | 0      |        |
| gen.-giu. 2015          | Lamia                   | FL                      | 12         | 0          | -               | -               | -               | -                  | -                  | -                  | -           | -           | -           | 12     | 0      |        |
| 2016-2017               | Borgosesia              | D                       | 29         | 4          | CI-D            | 0               | 0               | -                  | -                  | -                  | -           | -           | -           | 29     | 4      |        |
| 2017-2018               | Gozzano                 | D                       | 30+1       | 5          | CI-D            | 4               | 1               | -                  | -                  | -                  | -           | -           | -           | 35     | 6      |        |
| Totale carriera         | Totale carriera         | Totale carriera         | 210+1      | 23         |                 | 12              | 2               |                    | -                  | -                  |             | -           | -           | 223    | 25     |        |

## Palmarès

### Club

#### Competizioni nazionali
- Serie D: 2

Gozzano: 2017-2018 (girone A)
Lecco: 2018-2019 (girone A)